# Кадіма (партія)
«Кадіма» (івр. קדימה — «Вперед») — політична партія Ізраїлю.
Партія офіційно зареєстрована Аріелем Шароном 24 листопада 2005, після виходу з партії «Лікуд». Лідер партії — Шауль Мофаз.
Керівники партії — Шауль Мофаз, Аві Діхтер, Меїр Шитріт, Далія Іцик, Хаїм Рамон та інші.

## Історія

### Створення партії

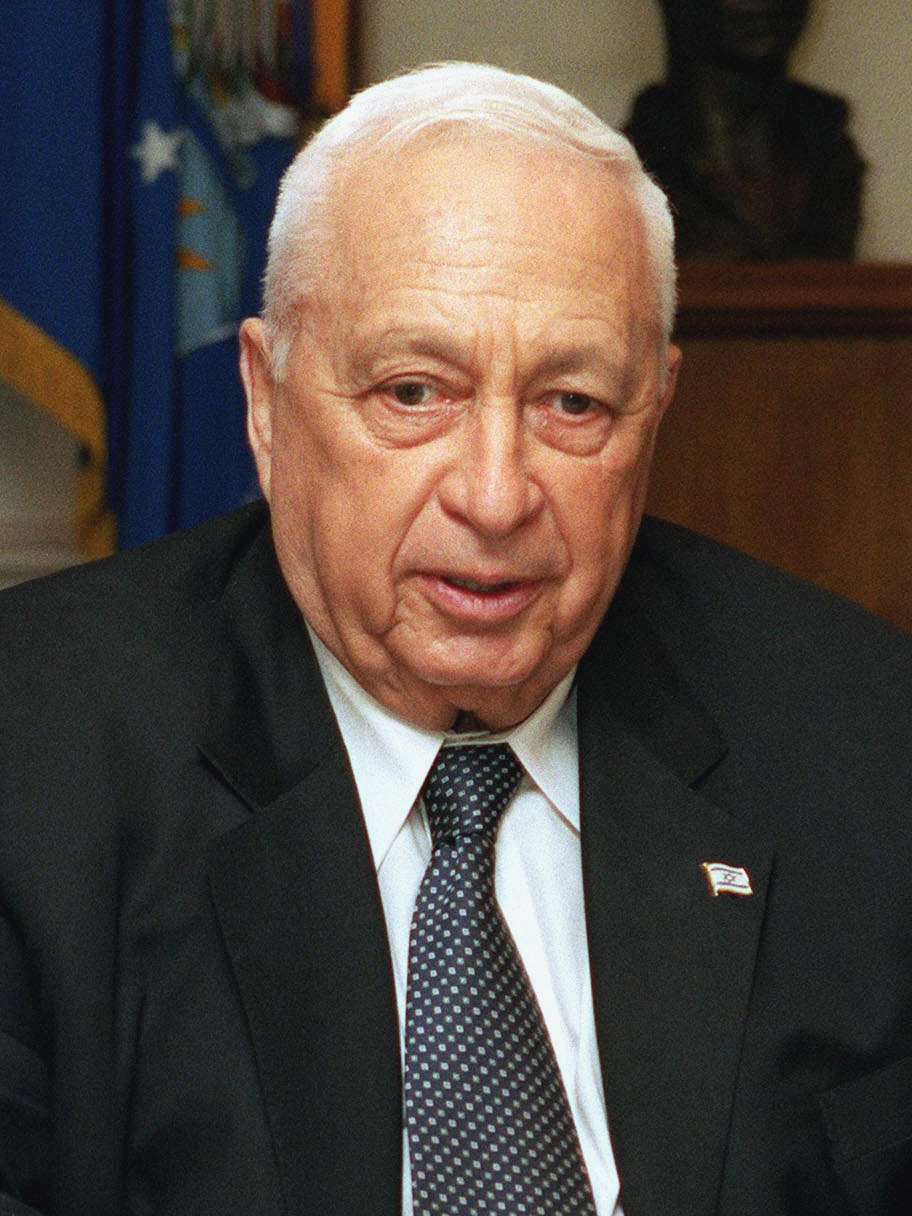
Аріель Шарон

2005 року у Аріеля Шарона і його найближчих сподвижників виникли розбіжності з керівництвом партії «Лікуд». Основою розбіжності стала політика розмежування — виведення ізраїльських військ з сектора Газа та руйнування там існуючих після 1967 м єврейських поселень. Це призвело до виходу Аріеля Шарона з «Лікуду» і до створення нової партії. Спочатку назвою партії було гасло «Національна відповідальність», яке залишилося девізом нового політичного об'єднання.
Разом з Аріелем Шароном з «Лікуду» вийшли Егуд Ольмерт, Ципі Лівні, Меїр Шитріт, Авраам Гіршзон, Марина Солодкіна та інші. Пізніше залишили «Лікуд» Цахі Ханегбі та Шауль Мофаз. 30 листопада 2005 82-річний колишній лідер партії «Авода» та прем'єр-міністр Шимон Перес заявив, що залишає партію для того, щоб підтримати Аріеля Шарона і його нову партію. З оточення Шарона повідомили, що Перес не ввійде до складу нової партії, але у разі її перемоги на виборах йому буде надано міністерський пост, на якому він буде займатися великими національними проєктами — розвитком пустелі Негев, екологією Мертвого моря. Однак, потім Шимон Перес вийшов з партії «Авода» та приєднався до «Кадіми». Разом з Шимоном Пересом з «Аводи» до «Кадіми» перейшли депутати кнесету Хаїм Рамон та Далія Іцик. Через розбіжності з керівництвом партії «Наш дім Ізраїль», з неї вийшов та приєднався до Кадіми депутат кнесету Михайло Нудельман. Партія «Кадіма» стала правлячою, хоча не мала більшості у кнесеті 16-го скликання. Аріель Шарон залишився на посаді прем'єр-міністра, в уряді залишилися міністри з «Лікуду» та інших партій.
Після захворювання та госпіталізації Аріеля Шарона партію та тимчасовий уряд очолив Ехуд Ольмерт.

### Вибори до кнесету 17-го скликання (березня 2006р.)
23 листопада 2005 Кнесет 16-го скликання було розпущено достроково, нові вибори було призначено на 28 березня 2006 року. «Кадіма» провела передвиборчу кампанію під гаслом спадщини Аріеля Шарона. Велика кількість виборців «Лікуда» підтримала «Кадіму». Проводилася масована агітація серед російськомовних виборців. Крім Марини Солодкіної та Михайла Нудельмана у передвиборчі списки були внесені такі політики, як віце-мер Карміелю Ріна Грінберг, Зєев Елькін (до виборів маловідомий), а також ведуча телеканалу «Ізраїль плюс» Анастасія Міхаелі.
Внаслідок виборів «Кадіма» отримала 29 мандатів, що забезпечило можливість Ехуду Ольмерту сформувати коаліційний уряд. Кількість отриманих голосів виявилося менше очікуваної, тому у новому уряді важливі пости були віддані представникам партії «Авода». Керівник «Аводи» Амір Перец зайняв пост міністра оборони.
До складу коаліції увійшла також партія пенсіонерів, яка несподівано отримала 6 мандатів у новому кнесеті.

### Вибори до кнесету 18-го скликання (лютий 2009р.)
У зв'язку зі слідством у справах про корупцію Ольмерт оголосив, що не братиме участі у праймеріз (виборах) до партії, призначених на 17 вересня 2008. У виборах брали участь 4 кандидати: міністр закордонних справ Ципі Лівні, міністр транспорту Шауль Мофаз, міністр внутрішньої безпеки Аві Діхтер і міністр внутрішніх справ Меїр Шитріт. Перемогу здобула Ципі Лівні, яка перемогла Шауля Мофаза з перевагою всього у 431 голос. 21 вересня 2008 Ольмерт подав прохання про відставку з поста прем'єр-міністра.
На виборах до Кнесета 18-го скликання, що відбулися 10 лютого 2009, Кадіма отримала 28 депутатських місць, тим самим випередивши Лікуд на одне місце. Оскільки праві партії отримали в цілому більшість місць (65 з 120), 20 лютого 2009 року президент Ізраїлю Шимон Перес був змушений покласти обов'язки щодо формування нового уряду на лідера Лікуда Біньяміна Нетаньяху. У той же день голова «Лікуду» звернувся до лідерів «Кадіми» та «Аводи» з пропозицією увійти до уряду національної єдності під його керівництвом.
Лідер «Кадіми» Ципі Лівні увійти в уряд відмовилася і є нині є лідером опозиції.
17 липня 2012 «Кадіма» покинула правлячу коаліцію

#### Список депутатів від «Кадіми» в кнесеті 18-го скликання
1. Ципі Лівні
2. Шауль Мофаз
3. Далія Іцик
4. Ніно Абесадзе (змінила Цахі Ханегбі)
5. Роні Бар-Он
6. Дорон Авіталь (змінив Зєев Бойм)
7. Меїр Шитріт
8. Аві Діхтер
9. Рухама Авраам-Баліла
10. Марина Солодкіна (р)
11. Йоель Хасон
12. Яаков Едрі
13. Авраам Дуан (змінив Елі Офлало)
14. Зєев Бєльський (н)
15. Роніт Тірош
16. Шамалова-Беркович Юлія (змінила Хаїма Рамона)
17. Нахман Шай (н)
18. Шломо Мула
19. Роберт Тівьяєв (н) (р)
20. Маджалла Вахаба
21. Рахель Адато (н)
22. Йоханан Плеснер
23. Шай Хермеш
24. Ісраель Хасон
25. Ар'є Бібі (н)
26. Отніел Шнелер
27. Оріт Зуарец (н) (р)
28. Акрам Хасон (змінив Гідеона Езру)

#### Список депутатів від «Кадіми» у кнесеті 19-го скликання
1. Шауль Мофаз
2. Ісраель Хасон

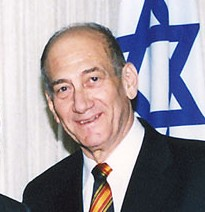
Егуд Ольмерт
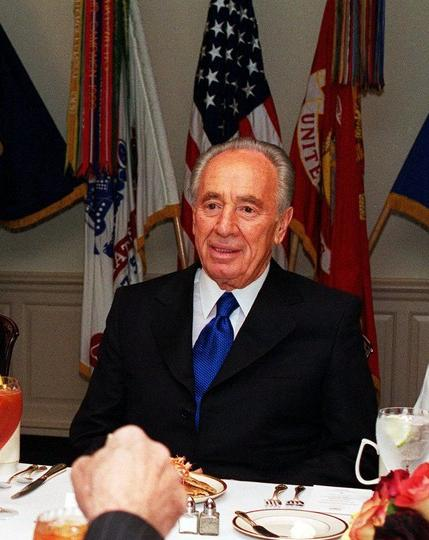
Шимон Перес
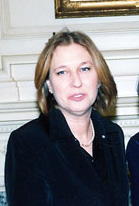
Ципі Лівні
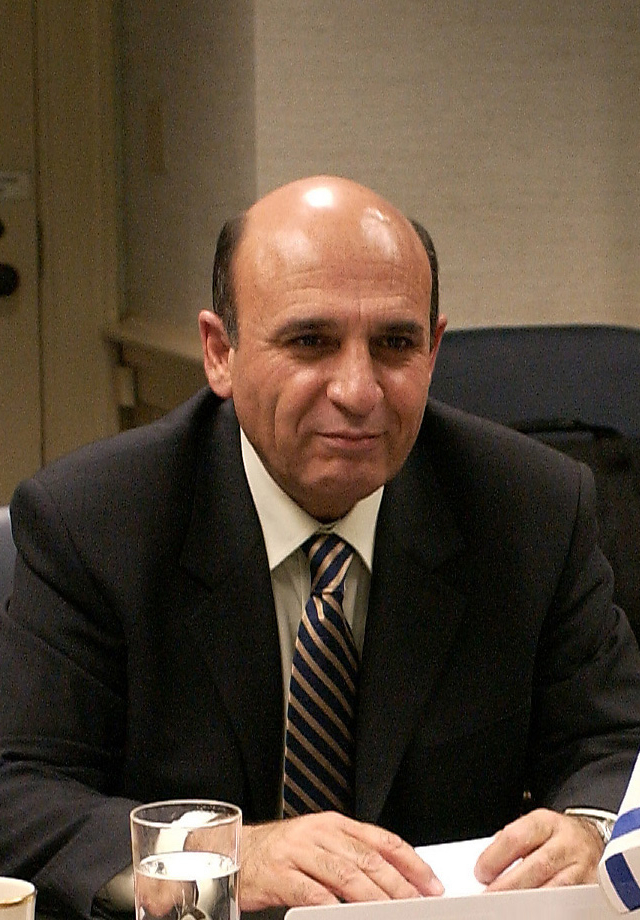
Шауль Мофаз

### Ізраїльсько-ліванський конфлікт 2006 року
Друга Ліванська війна (12 липня — 14 серпня 2006) виявила недоліки у керівництві країною та армією. Не були виконані основні завдання військової операції: не були звільнені 2 полонених солдата, «Хізбалла» не була розгромлена, а лише ослаблена. Після закінченні конфлікту була створена комісія з розслідування обставин війни у Лівані під керівництвом судді Еліягу Винограда. Почалися численні виступи за відставку прем'єр-міністра Ехуда Ольмерта, міністра оборони Аміра Переца та начальника генерального штабу Дана Халуца.

### Звинувачення у корупції та судові розгляди проти керівників «Кадіми»
Звинувачення були висунуті проти наступних керівників Кадіми: Аріеля Шарона, Омрі Шарона, Авраама Гіршзон, Цахи Анегбі, Хаїма Рамона, Рухам Авраам, Якова Едрі і Ехуда Ольмерта.
Проти прем'єр-міністра Ольмерта висуваються звинувачення, як мінімум, у трьох справах: так званих справа про хабарі (конверти від бізнесмена Моріса Таланські), справа про корупцію у міністерстві промисловості та торгівлі та справу за отримання незаконного фінансування поїздок за кордон (т. зв. справа «Рішон Турзій»).
Останнім часом (квітень 2010) виникло та розвивається нова справа про корупцію у зв'язку з будівництвом житлового комплексу в Єрусалимі «Holyland».